# Friedrich Dydak
Friedrich Dydak (* 1943 in Hohensalza) ist ein österreichischer Physiker (experimentelle Teilchenphysik).

## Leben
Dydak studierte Physik und Mathematik an der Universität Wien und promovierte am Kernforschungszentrum Seibersdorf in Kernphysik. Danach war er am CERN und an der Universität Heidelberg. 1978 habilitierte er sich in Heidelberg. Von 1980 bis 2008 war er Senior Research Physicist am CERN, wo er 1988/89 die Abteilung Experimentalphysik leitete. Von 1991 bis 1997 war er wissenschaftliches Mitglied der Max-Planck-Gesellschaft und Direktor am Max-Planck-Institut für Physik in München.
1987 war er Gastprofessor am SLAC. 
Dydak war beim CERN Sprecher des WA1/2 Experiments (CDHS Experiment, ein Neutrinoexperiment am Super Proton Synchrotron) und Sprecher des HARP-Experiments am Proton Synchrotron, an dem Hadronerzeugungs-Wirkungsquerschnitte gemessen wurden. Er war von 1992 bis 1995 Ko-Sprecher des ATLAS-Experiments.
2010 wurde er korrespondierendes Mitglied der Österreichischen Akademie der Wissenschaften. Er ist Ehrendoktor des Joint Institute for Nuclear Research (JINR) in Dubna.